# Fernando Mendonça
Fernando Manuel de Mendonça Paulino, noto come Fernando Mendonça (Luanda, 15 ottobre 1932), è un ex calciatore portoghese, di ruolo attaccante.

## Biografia
Mendonça è nato a Luanda, nell'Africa Occidentale Portoghese; suoi fratelli sono gli ex-calciatori Jorge Alberto Mendonça e Manuel Mendoza.

## Carriera

### Club
Con lo Sporting Lisbona vinse due campionati e una coppa nazionale.

## Palmarès

### Club

#### Competizioni nazionali
- Campionato portoghese: 2

Sporting Lisbona: 1952-1953, 1953-1954
- Coppa del Portogallo: 1

Sporting Lisbona: 1953-1954